# 19141 Poelkapelle
19141 Poelkapelle este un asteroid din centura principală de asteroizi.

## Descriere
19141 Poelkapelle este un asteroid din centura principală de asteroizi. A fost descoperit pe 26 septembrie 1989 la Observatorul La Silla de Eric Walter Elst. Asteroidul prezintă o orbită caracterizată de o semiaxă mare de 2,33 ua, o excentricitate de 0,17 și o înclinație de 4,1° în raport cu ecliptica.